# Alvania cimex
Alvania cimex là một loài ốc biển nhỏ, là động vật thân mềm chân bụng sống ở biển trong họ Rissoidae.

## Miêu tả

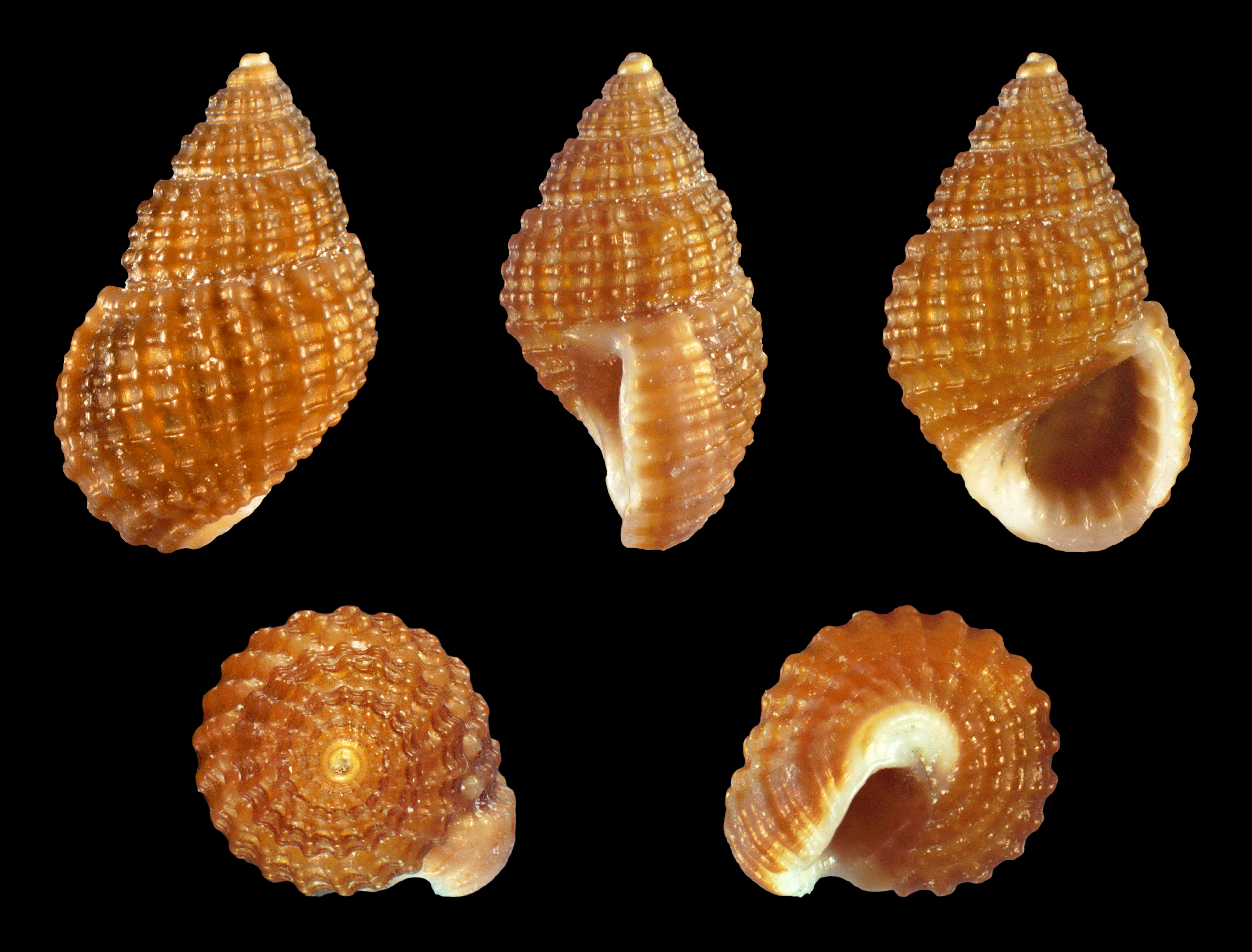
Alvania cimex f. fusca
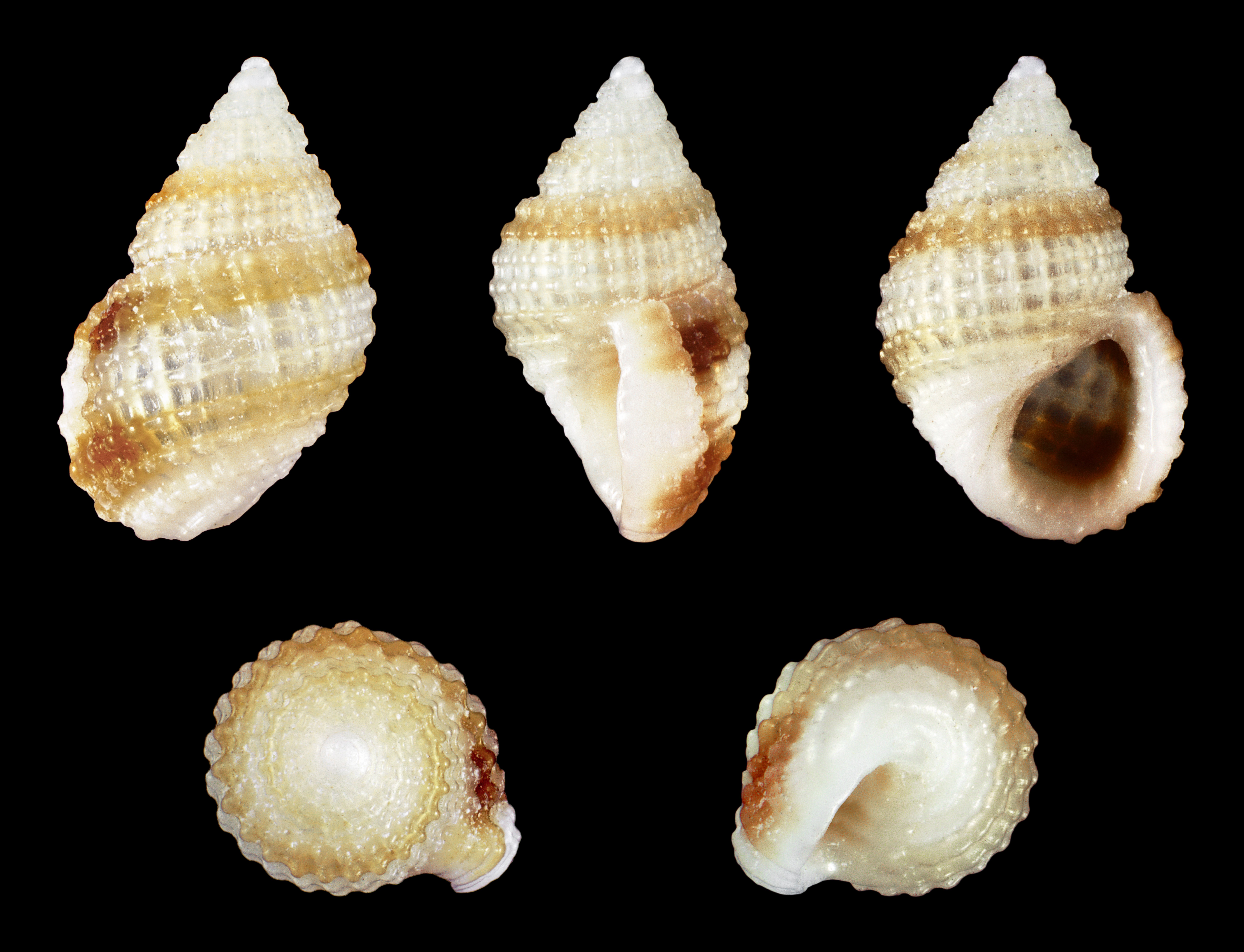
Alvania cimex f. fasciata
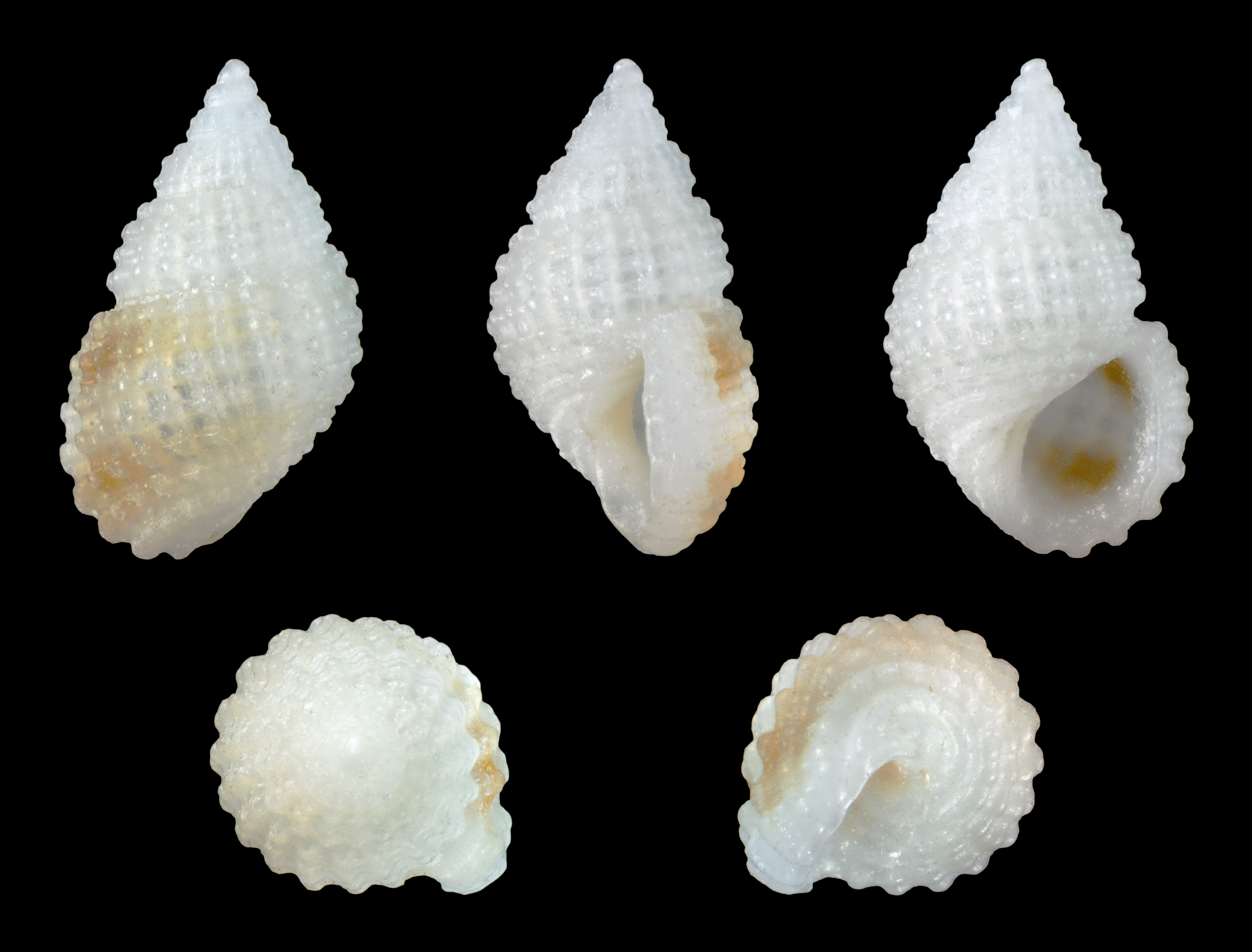
Alvania cimex f. lactea